# ヨシフ・アパナセンコ
ヨシフ・ロジオノヴィッチ・アパナセンコ（ロシア語: Иосиф Родионович Апанасенко、1893年4月3日 - 1943年8月5日）は、ソ連の軍人。上級大将。独ソ戦中に戦死。

## 経歴
ドン軍管州（現スタヴロポリ地方）ミトロファノフスコエ村の農家出身。准尉（少尉補）として第一次世界大戦に従軍。1917年末からミトロファノフスコエ村のソビエト及び軍事革命委員会議長となり、スタヴロポリでパルチザン部隊を編成した。
1918年、全連邦共産党（ボリシェヴィキ）に入党し、赤軍に入隊した。ロシア内戦時、1918年～1919年、旅団、師団を指揮し、1919年～1920年、第6騎兵師団を指揮した。1923年、軍事学術課程、1932年、フルンゼ名称軍事アカデミーを卒業。師団、軍団を指揮し、1935年から軍管区副司令官。1938年、中央アジア軍管区司令官。1941年1月、極東戦線司令官。2月には上級大将となるが、同年からはまた党中央委員会委員候補にもなった。
1943年6月、ヴォロネジ戦線副司令官。1943年8月5日、ベルゴロド郊外の戦闘で致死傷を負い、死亡。